# Carl Zoepffel
Gottlieb Carl Christian Zoepffel (* 29. Dezember 1784 in Schivelbein; † 9. September 1846 in Bonn) war ein preußischer Polizeidirektor und Landrat des Kreises Monschau.

## Leben

Polzin (1846)

Carl Zoepffel war ein Sohn des Pfarrers Carl Friedrich Zoepffel und dessen Ehefrau Helene Ernestine Caroline (Cornelia), geb. Köhring. Nach dem Besuch des Ratslyzeums in Stettin und der abgelegten Reifeprüfung am 7. März 1804 absolvierte er ein Studium der Rechtswissenschaften in Berlin. Von 1807 bis 1809 war er Aktuator (lateinisch Actuarius; deutsch Gerichtsschreiber) beim St. Johanniter Ordens-Amt und dem Kämmerei-Gericht in Schivelbein. Mit einem zwischenzeitlichen Militärdienst als Sekonde-Leutnant im 3. Pommerschen Landwehr-Regiment vom 1. Juni bis zum 22. Dezember 1813, war er von 1809 bis 1815 Bürgermeister von Polzin. Das Amt musste er jedoch aus gesundheitlichen Gründen aufgeben. Im Anschluss war er beim Militärgouvernement zwischen der Oder und der Weichsel, sowie bis Mai 1815 als Kommissar bei der Regierung Stettin tätig, wo er mit der Regulierung verschiedener Verwaltungsangelegenheiten im Landkreis Saatzig beschäftigt war. Ab dem 1. April 1816 war vertretungsweise Polizeidirektor in Schleusingen, bevor er im Mai 1816 (mit Bestallung zum 10. Juni 1816) zum Polizeidirektor von Wesel ernannt wurde, ein Amt, das er bis zum 1. April 1824 ausübte. Bereits am 19. März 1824 war er mittels Allerhöchster Kabinettsorder (AKO) zum Landrat des Landkreises Monschau ernannt worden, wo er nach 22 Jahren Amtszeit im Jahr 1846 im Dienst verstarb.

## Familie
Carl Zoepffel heiratete am 26. Mai 1812 in Polzin Henriette Friederike Prell (* 11. April 1792 in Königsberg in der Neumark; † 27. April 1858 in Berlin), Tochter des Tabakfabrikanten und Kaufmanns (Johann) Friedrich Prell und dessen Ehefrau Friederike Dorothee, geb. Beerwald. Das Ehepaar hatte 14 gemeinsame Kinder.
1. Friederike Caroline Philippine Adelheid (* 18. April 1813 in Polzin; † 17. Februar 1900 in Frankfurt am Main)[2]
2. Dorthea Henriette Rosalie Louise (* 28. Januar 1815 in Polzin; † 31. März 1845 in Neusalz an der Oder)[2]
3. Julie Wilhelmine Albertine (* 21. Februar 1817 in Wesel; † 22. Dezember 1905 in Monschau)[2]
4. Carl Friedrich Albert (* 16. Januar 1818 in Wesel; † 1. Februar 1896 in Berlin)[2]
5. Emma Therese Leopoldine (* 1. Dezember 1819 in Wesel; † 14. September 1821 ebenda)[2]
6. Mathilde Elise Amalie (* 19. August 1821 in Wesel; † 29. Oktober 1906 in Görlitz)[2]
7. Otto Georg Wilhelm (* 18. März 1823 in Wesel; † 13. Februar 1825 ebenda)[2]
8. Emilie Auguste Pauline (* 29. Mai 1824 in Wesel; † 6. April 1859 in Zintenhof bei Pernau in Livland)[2]
9. Johanna Laura (* 12. Mai 1826 in Imgenbroich; † 7. Februar 1900 in Frankfurt am Main)[2]
10. Elwine Bertha (24. März 1828 in Monschau; † 12. August 1828 in Straßburg im Elsass)[2]
11. Pauline Hermine (* 4. März 1830 in Monschau; † 29. Juni 1831 ebenda)[2]
12. Fanny (30. März 1831 in Monschau; 29. Oktober 1853 ebenda)[2]
13. Louise Minna (* 16. Juni 1832 in Monschau; † 23. März 1882 in Boppard)[2]
14. Emma (* 7. Juli 1835 in Monschau; † 17. Januar 1840 ebenda)[2]